# Nintendo World Store
Nintendo World Store (также известный как просто Nintendo World) — это флагманский специализированный магазин игровой корпорации Nintendo. Расположенный в Нью-Йоркском Рокфеллеровском центре, двухэтажный магазин площадью 200 квадратных метров был открыт 14 мая 2005 года.
Магазин продаёт широкий спектр товаров и видеоигр Nintendo, одежды, оборудования и аксессуаров, в том числе и эксклюзивных только для этого магазина, такие как плюшевый Марио или специальные руководства к играм, например GoldenEye 007 и
Super Mario Galaxy 2. Магазин включает секции с Wii U, Nintendo 3DS и товарами серии «Покемон», которые были перенесены из другого здания после закрытия магазина Pokémon Center. На втором этаже магазина расположены киоски с различными играми для Wii, в которые может сыграть каждый. Вдобавок к этому там есть консоли Nintendo 3DS, предназначенные для игры.
Также в Nintendo World Store регулярно проводятся турниры и премьеры новых игр, где победители получают призы и новые игры до их официального релиза.
25 сентября 2007 года Сигэру Миямото посетил Nintendo World Store в ознаменование релиза Nintendogs и двадцатилетнего юбилея Super Mario Bros. Это был его первый визит в США.
10 июля 2010 года создатель серии игр Dragon Quest Юдзи Хории посетил магазин во время релиза Dragon Quest IX: Sentinels of the Starry Skies.
1 ноября 2010 года магазин открылся после трёхнедельной реконструкции, включавшей в себя визуальные изменения, добавление нескольких новых консолей Nintendo DS Lite, регулировку освещения и расширение области музея. Часть ремонта была приурочена к 7 ноября 2010 года, когда праздновалась двадцать пятая годовщина Super Mario Bros. Гости праздника могли встретиться с президентом американского подразделения Nintendo Филс-Эймом Реджи и игровым дизайнером Сигэру Миямото.
17 ноября 2012 года в Nintendo World Store проводилось мероприятие, связанное с релизом Wii U, гостями которого стали сотни человек. Реджи Филс-Эйм также присутствовал на празднике.